# سكوت كينيدي
سكوت كينيدي هو لاعب كرة قدم كندي، ولد في 31 مارس 1997 في كالغاري في كندا. لعب مع نادي كلاغنفورت.

## وصلات خارجية
- سكوت كينيدي على موقع إي إس بي إن إف سي (الإنجليزية)
- سكوت كينيدي على موقع قاعدة بيانات كرة القدم.إي يو (الإنجليزية)
- سكوت كينيدي على موقع ليكيب (الفرنسية)
- سكوت كينيدي على موقع ناشيونال فوتبول تيمز (الإنجليزية)
- سكوت كينيدي على موقع Soccerbase.com (لاعب) (الإنجليزية)
- سكوت كينيدي على موقع Soccerway.com (الإنجليزية)
- سكوت كينيدي على موقع عالم كرة القدم.نت (الإنجليزية)